# Coryanthes maculata
Coryanthes maculata är en orkidéart som beskrevs av William Jackson Hooker. Coryanthes maculata ingår i släktet Coryanthes, och familjen orkidéer. Inga underarter finns listade i Catalogue of Life.

## Bildgalleri

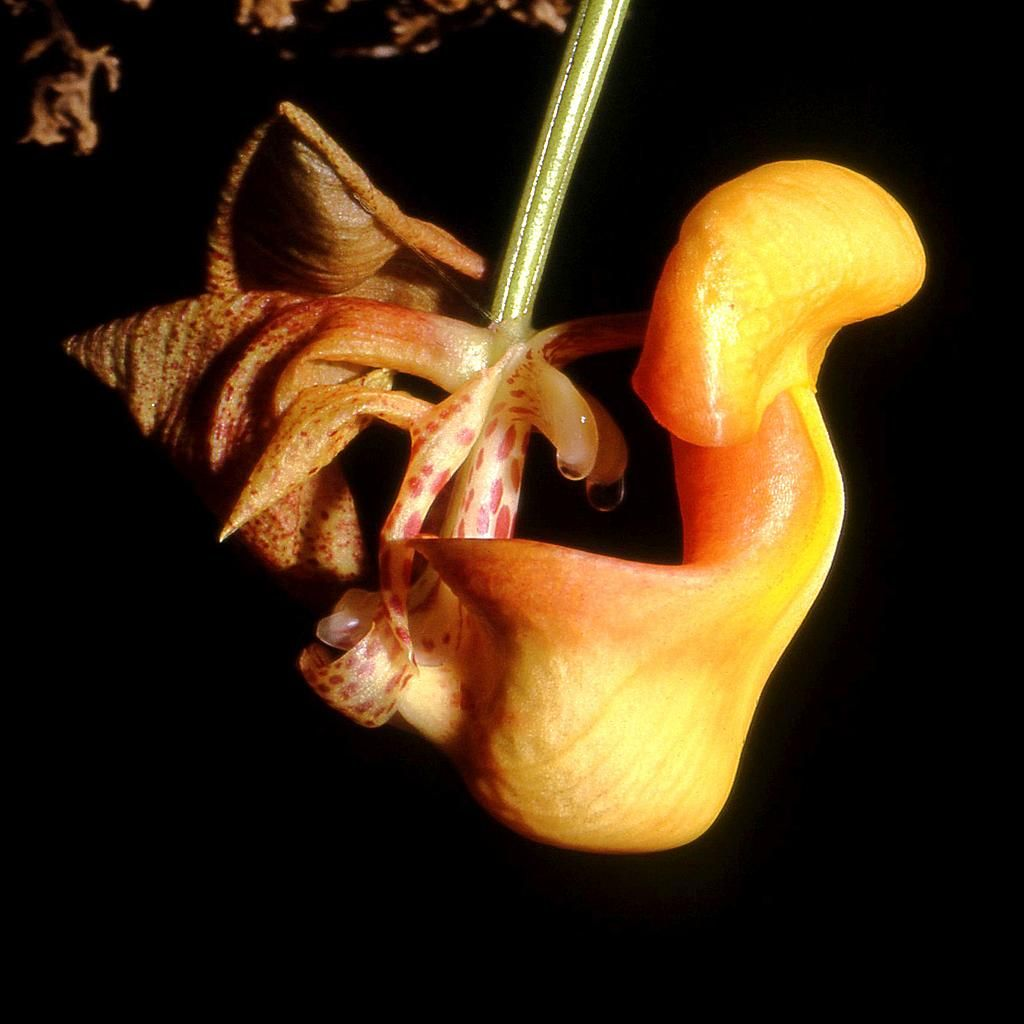
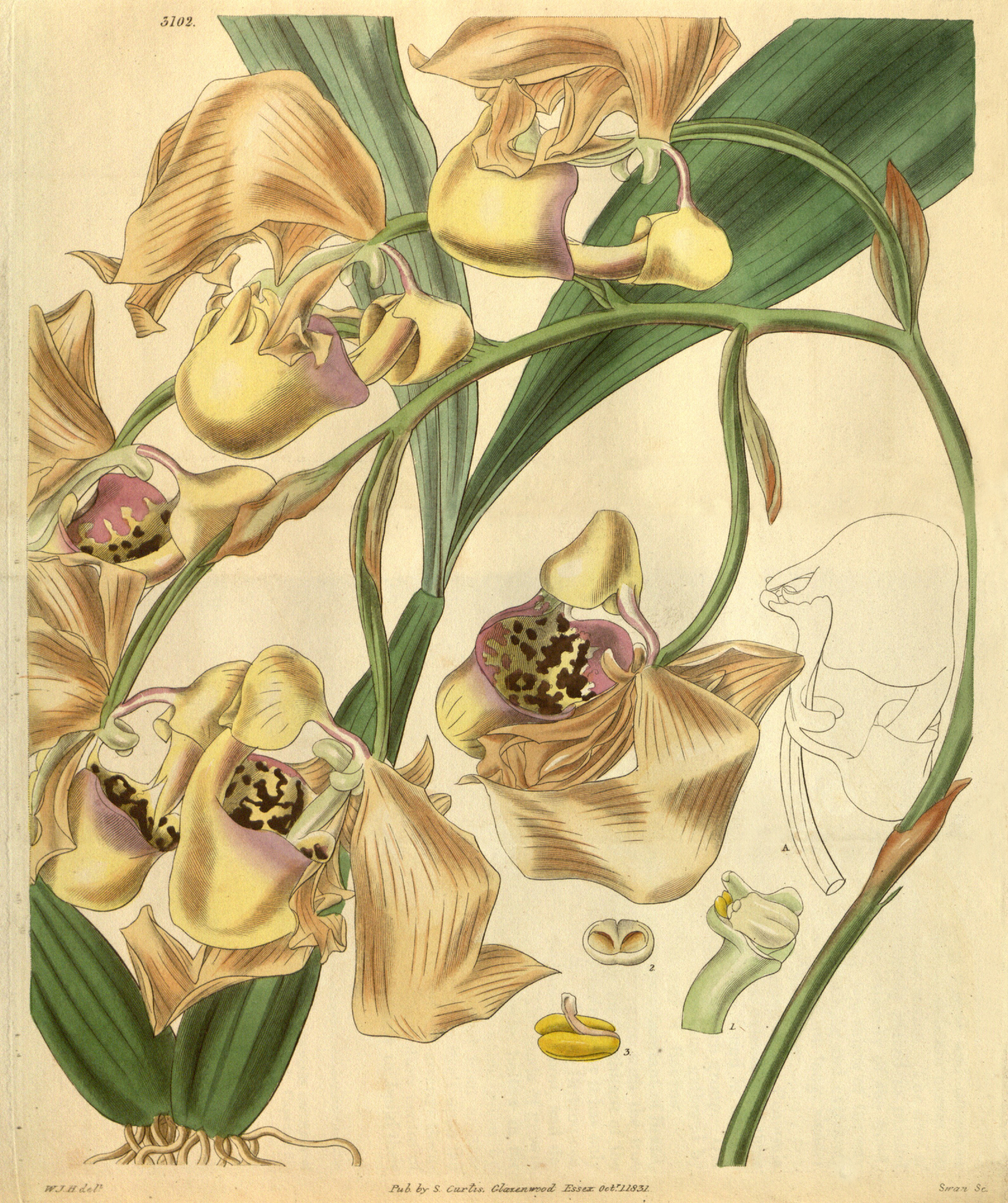
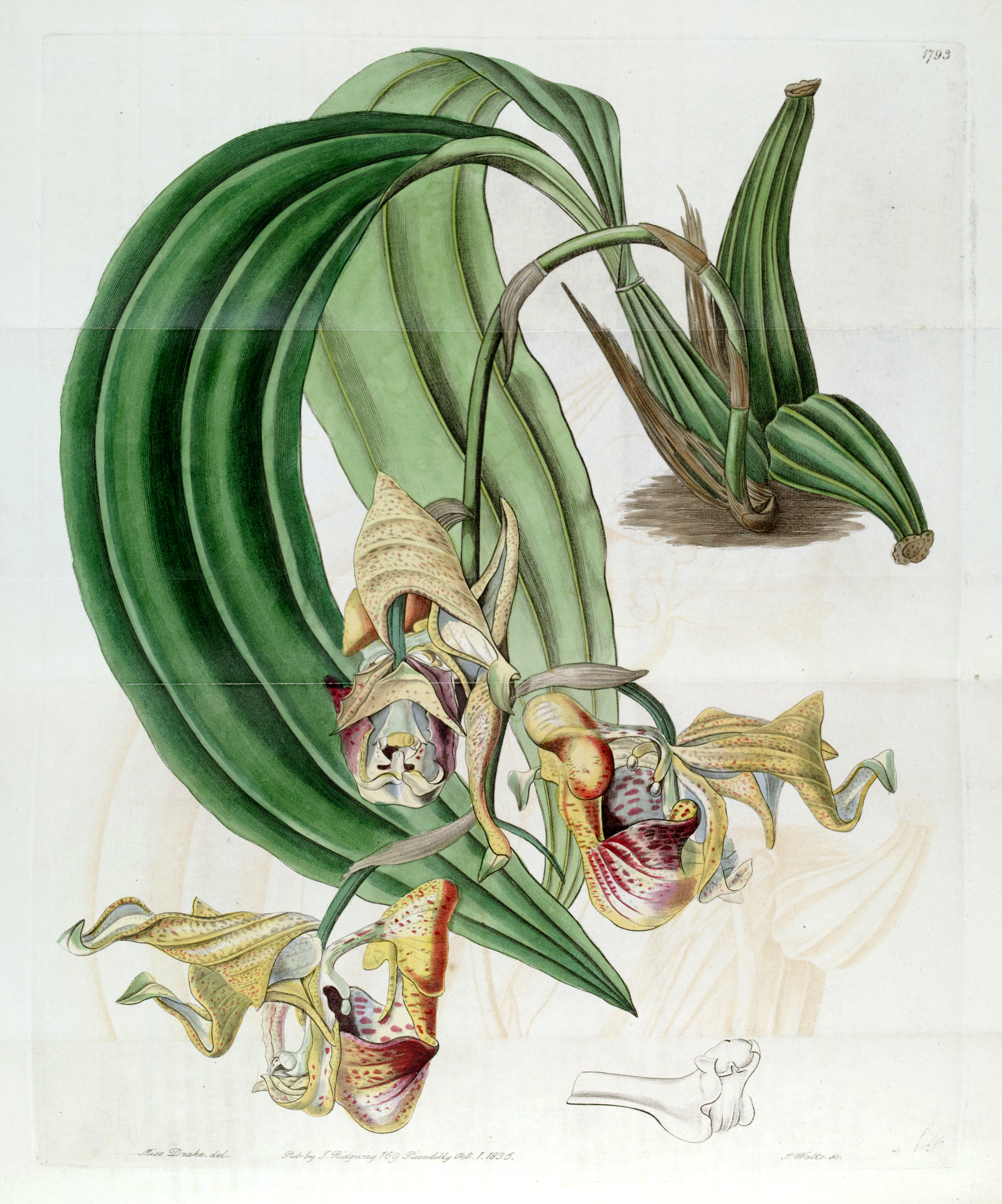
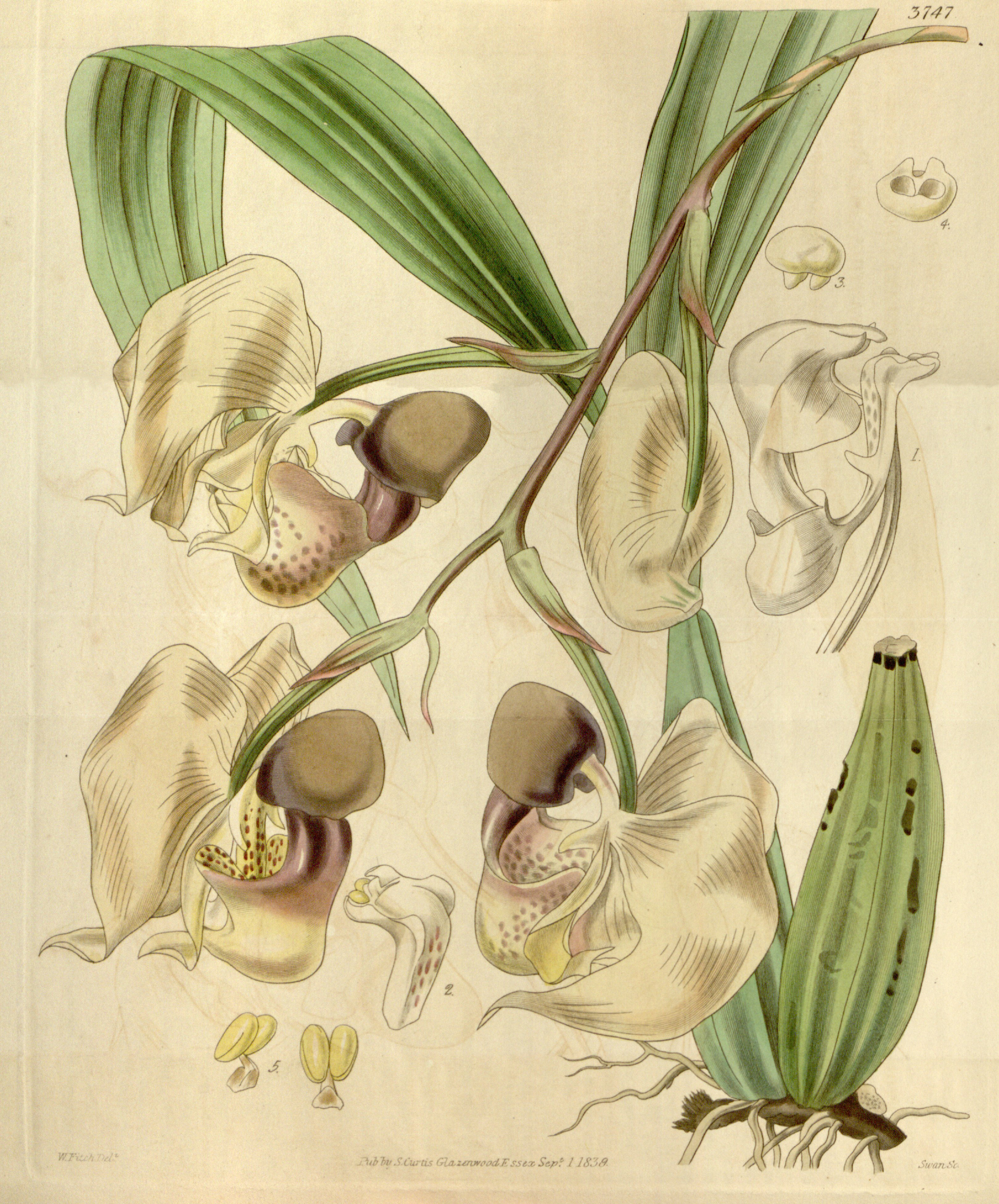